# Kenneth D. Rose
Kenneth David Rose (* 21. Juni 1949 in Newark, New Jersey) ist ein US-amerikanischer Wirbeltier-Paläontologe, spezialisiert auf Säugetiere.
Rose studierte an der Yale University (Bachelor 1974) und der Harvard University (Masterabschluss 1974) und wurde 1979 an der University of Michigan in Geologie und Paläontologie promoviert. Als Post-Doktorand war er Fellow am Smithsonian National Museum of Natural History und ab 1980 Assistant Professor an der Medical School der Johns Hopkins University, wo er ab 1990 eine volle Professur in Anatomie hat. Seit 1981 ist er auch wissenschaftlicher Mitarbeiter am Smithsonian National Museum of Natural History (Research Associate seit 1989).
Er befasst sich mit frühen Säugern des Känozoikums, deren Systematik, Evolution, geographischer Ausbreitung und Diversifikation von Arten, der funktionellen Anatomie von Zähnen und Skelett und der Verwendung von Säugerfossilien in der Stratigraphie.
Er fand Hinweise (im postkranialen Skelett) auf eine Verwandtschaft von fossilen Stammhuftieren des Eozäns/Paläozäns Nordamerikas mit ausgestorbenen Rüsselspringern (Macroscelidea), was gegen einen bis dahin allgemein angenommenen rein afrikanischen Ursprung der frühen Vertreter der Höheren Säugetiere (Afrotheria, zu denen die Rüsselspringer gezählt werden) spricht.
1987 bis 1990 war er Mitherausgeber des Journal of Vertebrate Paleontology. 2007 wurde er korrespondierendes Mitglied der Paläontologischen Gesellschaft.
Er ist seit 1981 verheiratet und hat zwei Kinder.

## Schriften
- Kenneth D. Rose, David Archibald (Hrsg.): The Rise of Placental Mammals. Origins and Relationships of the Major Extant Clades, Johns Hopkins University Press, Baltimore/London 2005